# Приозёрное (Липецкая область)
Приозёрное — село Верхнематрёнского сельсовета Добринского района Липецкой области.
Расположено в верховье реки Матрёнки. В 3 км южнее проходит граница с Воронежской областью.
Возникло в середине XVIII века. В 1782 году в документах сообщалось, что это была небольшая деревня с 13 дворами.
Основано переселенцами из Дёмшинска (ныне Никольское Усманского района), поэтому первоначально называлось Дёмшинкой. Позже стало Приозёрным — по расположению при озёрах .

## Население
| 2010 |
| ---- |
| 164  |

## Объекты культурного наследия
- Курганная группа  (2 насыпи).   исторический памятник (региональный)[3]